# Radar de contrabateria

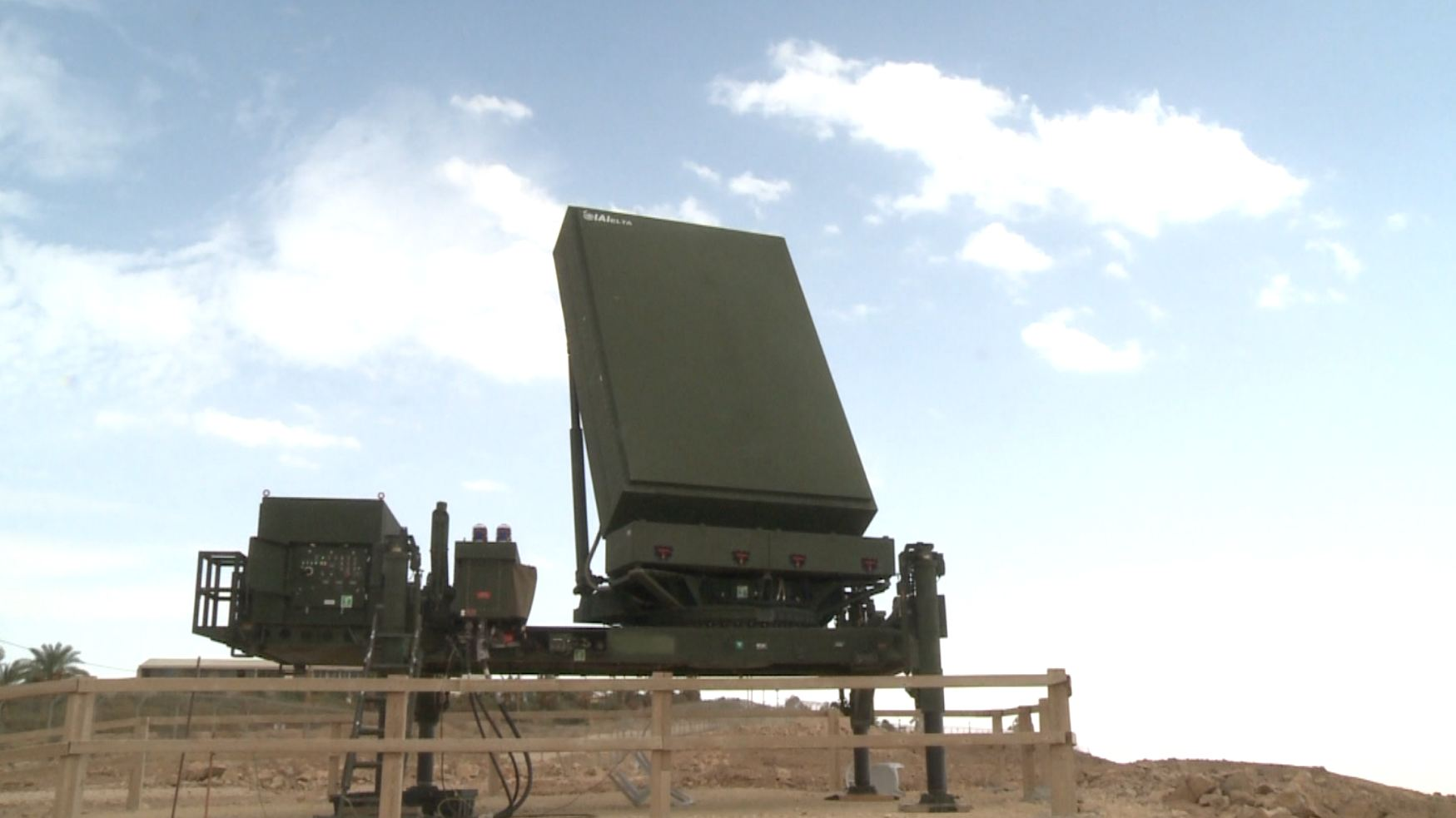
O Radar Antena ELM-2084 é um radar multi-missão 3D AESA que pode executar a função de radar de contra-bateria.

O radar de contra-bateria (alternativamente radar de contrabateria) é um sistema de radar que detecta projéteis de artilharia disparados por uma ou mais armas, obuses, morteiros ou lançadores de foguetes e, a partir de suas trajetórias, localiza a posição no solo da arma que disparou para que ocorra o chamado fogo de contrabateria.